# Hipposideros breviceps
Hipposideros breviceps là một loài động vật có vú trong họ Dơi nếp mũi, bộ Dơi. Loài này được Tate mô tả năm 1941.